# キングスホビー
キングスホビーは、かつて埼玉県久喜市にあった、鉄道模型を製造・販売していた企業である。

## 概要
主に真鍮エッチングやロストワックス、プレス加工によるNゲージの車両キットと完成品を生産している。実物の列車編成に即した客車や機関車などを幅広く製品化する。
動力装置は、トミーテックや、関水金属のものを転用することが多い。
社長は宮沢模型に勤めていたが退職し東鷲宮駅前に1993年10月にキングスホビーを開店した。当初はプラモデル、帆船、木製模型を扱う普通の模型店であった。開店まもなくシバサキ模型より版権を引き継ぐことになる。
2012年2月20日に、2月末日をもちまして一時休業（ホームページは、暫くの間継続予定）との案内がされていたが、翌2013年12月をもって完全閉店した。だが旧キングスホビー製品については同じ埼玉県にあるアルモデルが製品販売を引き継いだ。

### 製品
- お召し客車編成
- 特急つばめ編成
- 名士列車

## 店舗所在地
- 埼玉県久喜市久喜東1 - 14 - 14